# Kuskus

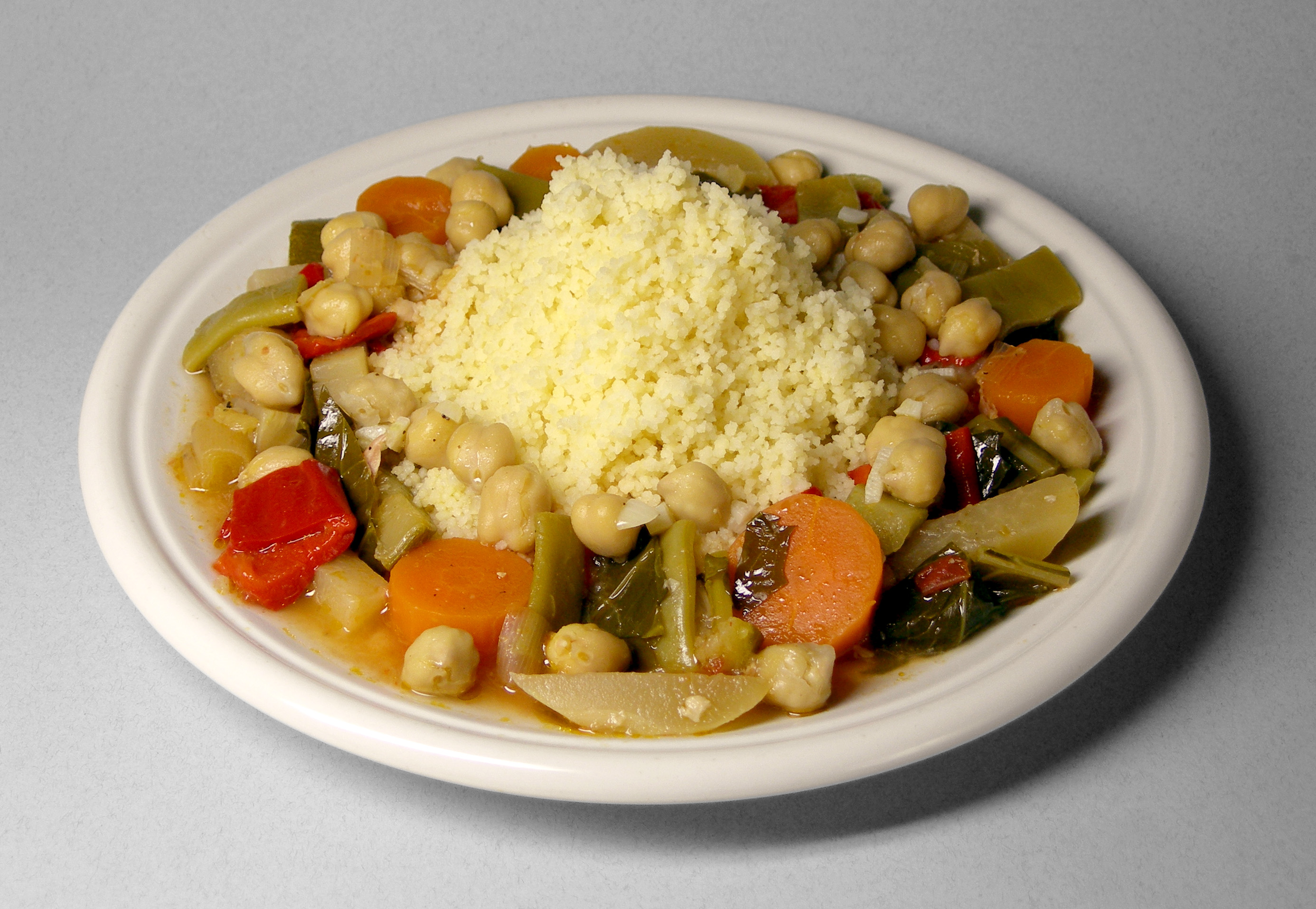
Kuskus s cizrnou a zeleninou

Kuskus (couscous nebo cous cous, z berberského suksu a kseksou, كسكسي‎ z arabštiny) je jednou ze základních potravin severoafrické kuchyně. Jedná se o spařenou a do kuliček tvarovanou krupici z pšenice, ječmene nebo prosa. Kuskus se při přípravě nevaří, ale zalévá vroucí vodou nebo vařícím pokrmem.
Kuskus je hlavní složkou nebo přílohou mnoha jídel z rozličné zeleniny jako například z rajčat, mrkve, dýně, cukety, zelí a většinou i masa, ať už drůbežího, hovězího, jehněčího, nebo také ryby. Typickým kořením na kuskus je ras el-Hanout a pro ostřejší chuť se používá harissa. Studený se kuskus podává hlavně jako salát s mořskými plody nebo se používá pro přípravu taboulé. Hodí se také k přípravě sladkých jídel, například s mlékem, rozinkami nebo mandlemi.
Do mnoha částí Evropy, hlavně do Francie, se kuskus dostal se severoafrickými přistěhovalci. Kuskus je k dostání také v mnoha supermarketech západního světa. Do Izraele se kuskus dostal roku 1948 spolu s židovskými přistěhovalci z arabských zemí a stal se částí národní kuchyně.
Kuskusu podobný vzhledem, chutí i použitím je v dnešní kuchyni zdomácněný bulgur. Rozdílem oproti kuskusu je, že se nejedná o krupici, ale o pšeničné krupky.

## Výroba
Při výrobě kuskusu tradiční cestou se krupice nejprve rozprostře, případně se přidá trocha mouky, a postříká slanou vodou, tak aby nebyl příliš vlhký a utvořil hrudky. Pak se hrudky lehce dlaněmi rozdrobí asi na milimetrové kuličky. Příliš malé hrudky se vytřídí a postup se opakuje, dokud není krupice připravená. Časem se schnoucí krupice spojí a utvoří zrníčka. Nakonec se kuskus suší na slunci a pak vydrží i dlouhé skladování. Někdy se kuskus barví pomocí dýně na oranžovo (v Tunisku) nebo pomocí šafránu na žluto (v Alžírsku).
Dnes se kuskus z větší části vyrábí průmyslově jako sušený instantní produkt, který nabobtná jen v horké vodě. V severní Africe je ještě často připravován ručně.

## Příprava

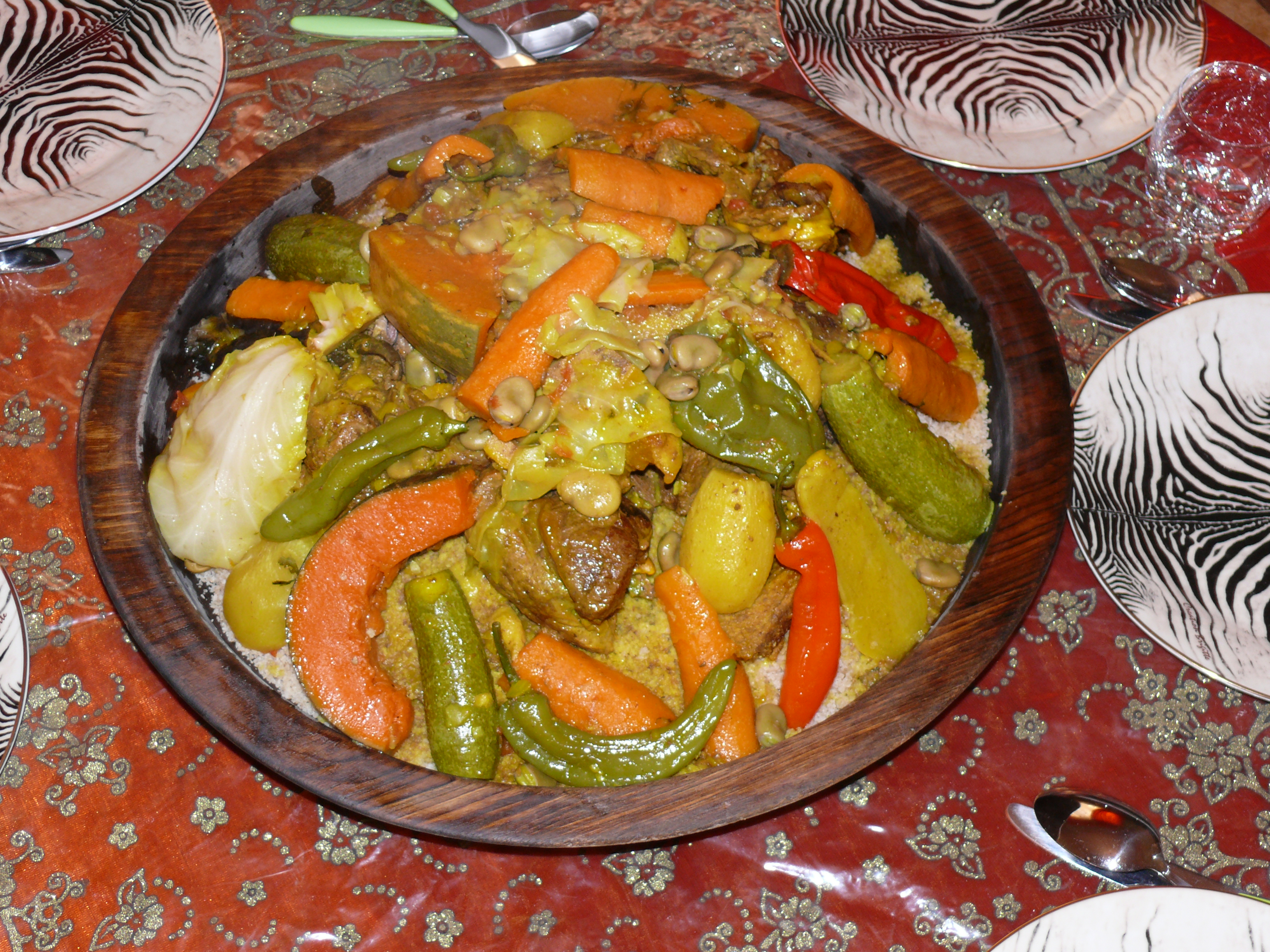
Jídlo s kuskusem

Příprava probíhá v tzv. kuskusiéru. Ze spodního hrnce, ve kterém se vaří zelenina a ostatní přísady, stoupá pára do hrnce umístěného nad ním, v němž se nachází kuskus. Během paření a bobtnání se několikrát sundá z ohně, nechá nakypět a poté se opět vrátí. Nakonec se kuskus smíchá s olivovým olejem nebo máslem.
Instantní kuskus se zalévá stejným objemem osolené vody.
Tradičně se kuskus podává s masovo-zeleninovou směsí na velkém talíři, u nějž se rodina sejde k jídlu.